# Siegfried Kronenbitter
Siegfried Kronenbitter (* 27. November 1923; † 1. Oktober 1997) war ein deutscher Fußballspieler. Für die Sportfreunde Stuttgart, die Stuttgarter Kickers und die TSG Ulm 1846 spielte er Erstligafußball in der Gauliga Württemberg bzw. in der Oberliga Süd. 
Von 1941 bis 1945 spielte Siegfried Kronenbitter zeitweise zusammen mit seinen Brüdern Kurt, Leo, Heinrich und Franz als Stürmer bei den Sportfreunden Stuttgart. In dieser Zeit waren die Sportfreunde in der Gauliga Württemberg vertreten, einer der höchsten Spielklassen dieser Zeit. Kurzzeitig spielte er in der Saison 1941/42 auch für den badischen FC Rastatt 04. Im Februar 1943 wurde Kronenbitter vom Reichstrainer Sepp Herberger zu einem Vorbereitungslehrgang für das am 18. April geplante Länderspiel in Spanien eingeladen. Wegen der Ausrufung des „totalen Krieges“ fanden jedoch weder das Spanien-Spiel noch andere Länderspiele bis zum Ende des Zweiten Weltkrieges statt. 
Als 1946 der Fußballspielbetrieb wieder aufgenommen wurde, schloss sich Siegfried Kronenbitter den Stuttgarter Kickers an, die zu den Gründungsvereinen der neuen Oberliga Süd gehörten. Von den 38 Punktspielen der Saison 1946/47 bestritt Kronenbitter 26 Begegnungen und erzielte neun Tore. In der nächsten Saison war er mit 35 Einsätzen bereits zum Stammspieler aufgerückt und blieb dies durchgehend bis 1956. Danach musste er seinem fortschreitenden Alter Tribut zollen und kam 1956/57 im Alter von 33 Jahren nur noch in 20 der 30 ausgetragenen Oberligaspiele zum Einsatz. Jedoch ist Siegfried Kronenbitter mit insgesamt 141 Toren bis heute der Rekordtorschütze nach 1945 der Stuttgarter Kickers.
Im Sommer 1957 wechselte Kronenbitter in die 2. Oberliga Süd zur TSG Ulm 1846, der er binnen eines Jahres zum Aufstieg in die Oberliga verhalf. Nachdem er 1958/59 der TSG noch den Klassenerhalt sicherte, kehrte er nach 32 Punktspielen und acht Toren für Ulm wieder zu den Stuttgarter Kickers zurück, kam dort aber nicht mehr in der ersten Mannschaft zum Einsatz. Für die Kickers hatte er insgesamt 313 Pflichtspiele absolviert, in denen er 141 Tore geschossen hatte.
Nach dem Ende seiner Laufbahn als Fußballspieler arbeitete Kronenbitter zunächst als Angestellter und machte sich später als Inhaber eines Tabakgeschäfts in Stuttgart selbständig.

## Presse
- kicker SPORTMAGAZIN: Nur vier Spieler kamen nach dem Krieg zurück, Ausgabe 94 vom 22. November 2010